# 1000 De La Gauchetière
Le 1000 De La Gauchetière (nommé d'après son adresse) est le plus haut gratte-ciel de Montréal si on se fie à la définition de hauteur du code national du bâtiment (CBN), soit la norme utilisée par le service d'urbanisme de la ville de Montréal qui n'inclut pas la hauteur des flèches. Il mesure 205 mètres du niveau moyen autour du sol du 1er étage jusqu'au toit, soit l'altitude maximale permise par la ville de Montréal (l'élévation du mont Royal) et possède 51 étages. Pour fins de classements internationaux, le Council on Tall Buildings and Urban Habitat (CTBUH) inclut la hauteur ajoutée des flèches décoratives et il serait donc le second plus grand gratte-ciel de Montréal derrière le 1250 René-Lévesque. Il fut terminé en 1992. Il est aussi connu pour son atrium où l'on retrouve une patinoire.

## Historique
La tour a été dessinée par Lemay & Associés et Dimakopoulos et Associés Architectes. Le 1000 était en construction pour le 350e anniversaire de la ville de Montréal, célébré en 1992. C'est un bon exemple d'architecture postmoderne, avec un toit triangulaire en cuivre en plus de quatre entrées en cuivre à sa base. Celles-ci prennent leur inspiration de la cathédrale Marie-Reine-du-Monde, située du côté nord de l'édifice, suivant la mode lancée par la tour KPMG, qui avait pris son inspiration d'une église avoisinante quelques années plus tôt.  
Le 1000 De La Gauchetière a été construit par Pomerleau Inc, la plus grande compagnie de construction au Québec et un des meilleurs contracteurs généraux du Canada. 
Au moment de sa construction, le 1000 De La Gauchetière était la propriété conjointe de Bell Canada et Teleglobe. En 2002, la SITQ, filiale de la Caisse de dépôt et placement du Québec, a acheté l'édifice pour 184 millions $ CA. Lors de la fusion de toutes les filiales immobilières de la Caisse en 2011, la propriété est passée au main d'Ivanhoé Cambridge. Groupe Mach et Groupe Petra en sont les propriétaires depuis juillet 2021.

## Caractéristiques et architecture
Ce lieu est relié au Montréal souterrain (le RÉSO).
Sa forme caractéristique en flèche domine et définit, avec la tour de la Bourse, le 1250 René-Lévesque, la tour CIBC, la Place Ville-Marie et bien sûr le mont Royal, le panorama urbain (« skyline ») du centre-ville de Montréal. Il est certainement, aux côtés du 1250, l'édifice le plus prestigieux de la ville.

Basilique-Marie-Reine-du-Monde, derrière laquelle on aperçoit le 1000 De La Gauchetière.

Exemple d'architecture post-moderne fortement inspiré des bâtiments voisins - la basilique-cathédrale Marie-Reine-du-Monde et le Marriott Château Champlain, le 1000 se verra attribué le prix citron de Sauvons Montréal en 1992, alors que le prix orange fut décerné à son rival, le 1250 René-Lévesque, à l'époque la tour IBM-Marathon. Le 1000 De La Gauchetière a été conçu par la firme Lemay & associés et Dimakopoulos & associés architectes, et il fut construit en même temps que le 1250. L'édifice fut créé à l'occasion du 350e anniversaire de Montréal, en 1992.
Le premier étage comporte une patinoire intérieure.

## Galerie de photos

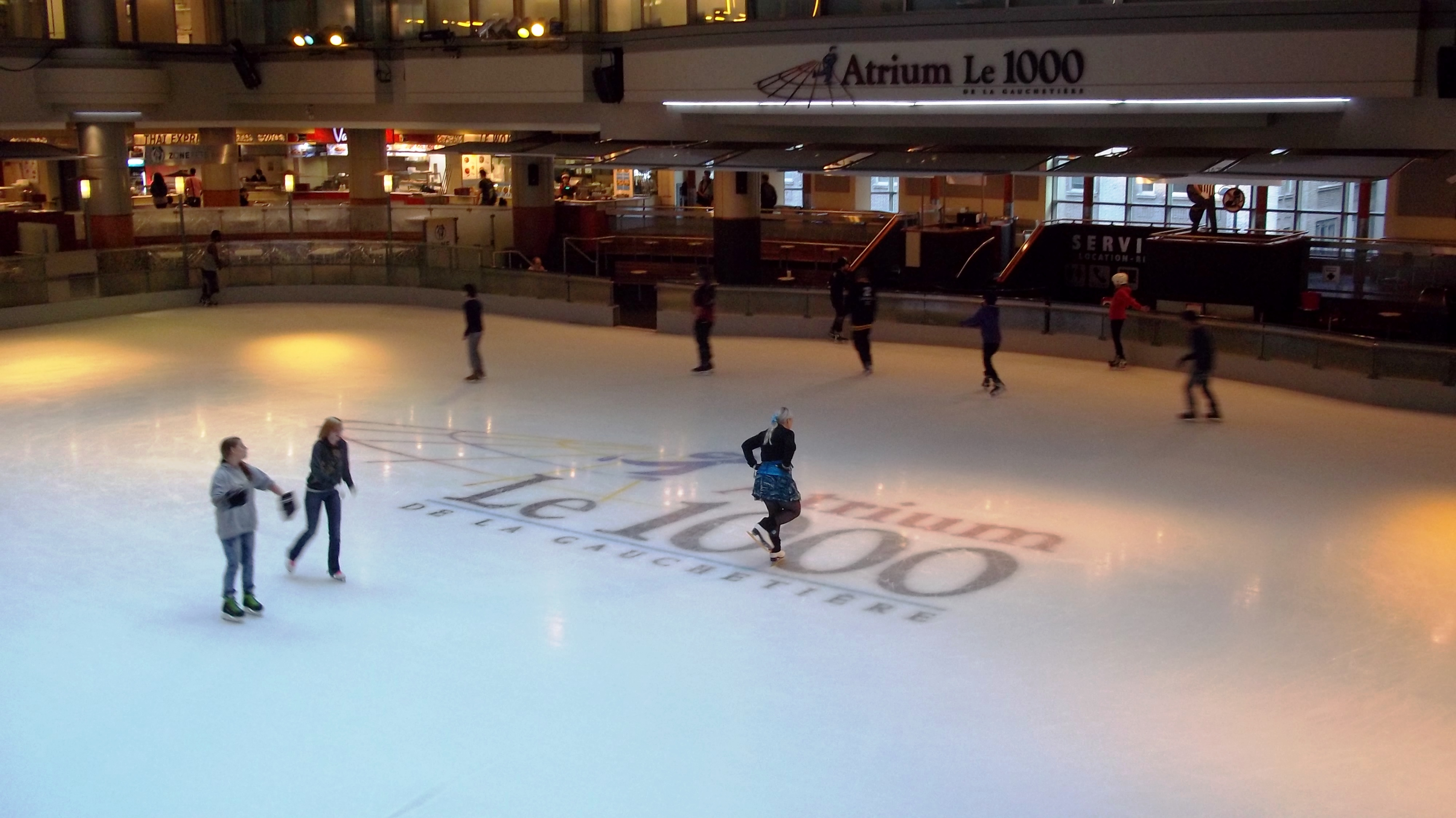
Atrium. Le premier étage comporte une patinoire intérieure.
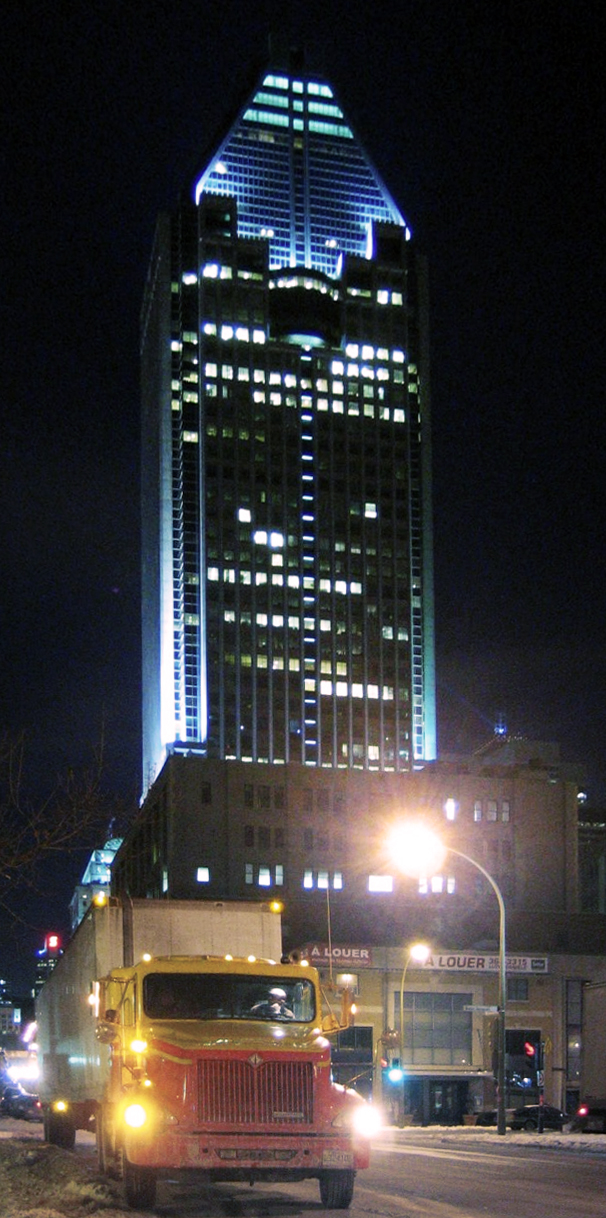
par une soirée d'hiver.
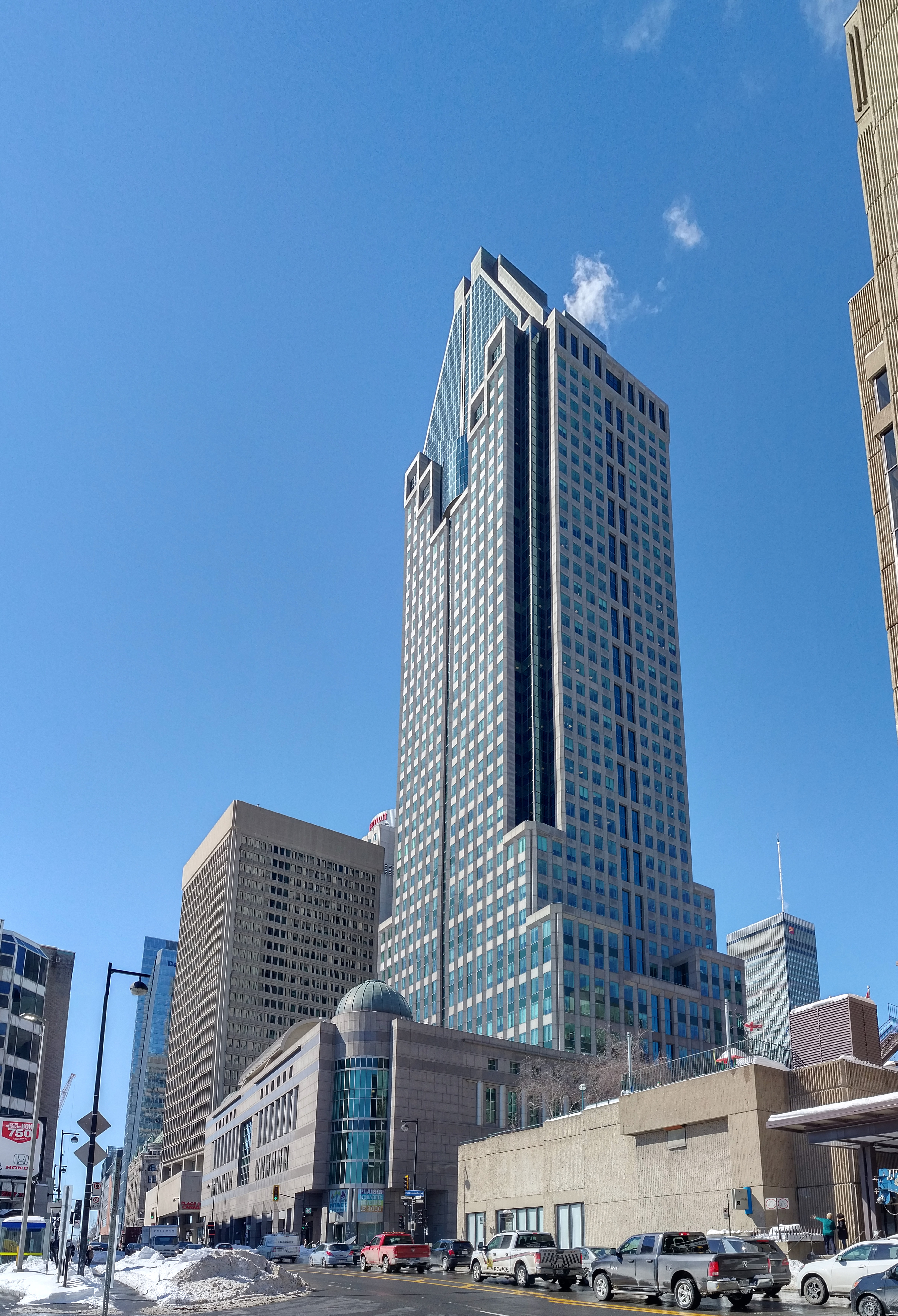
vue du côté sud.
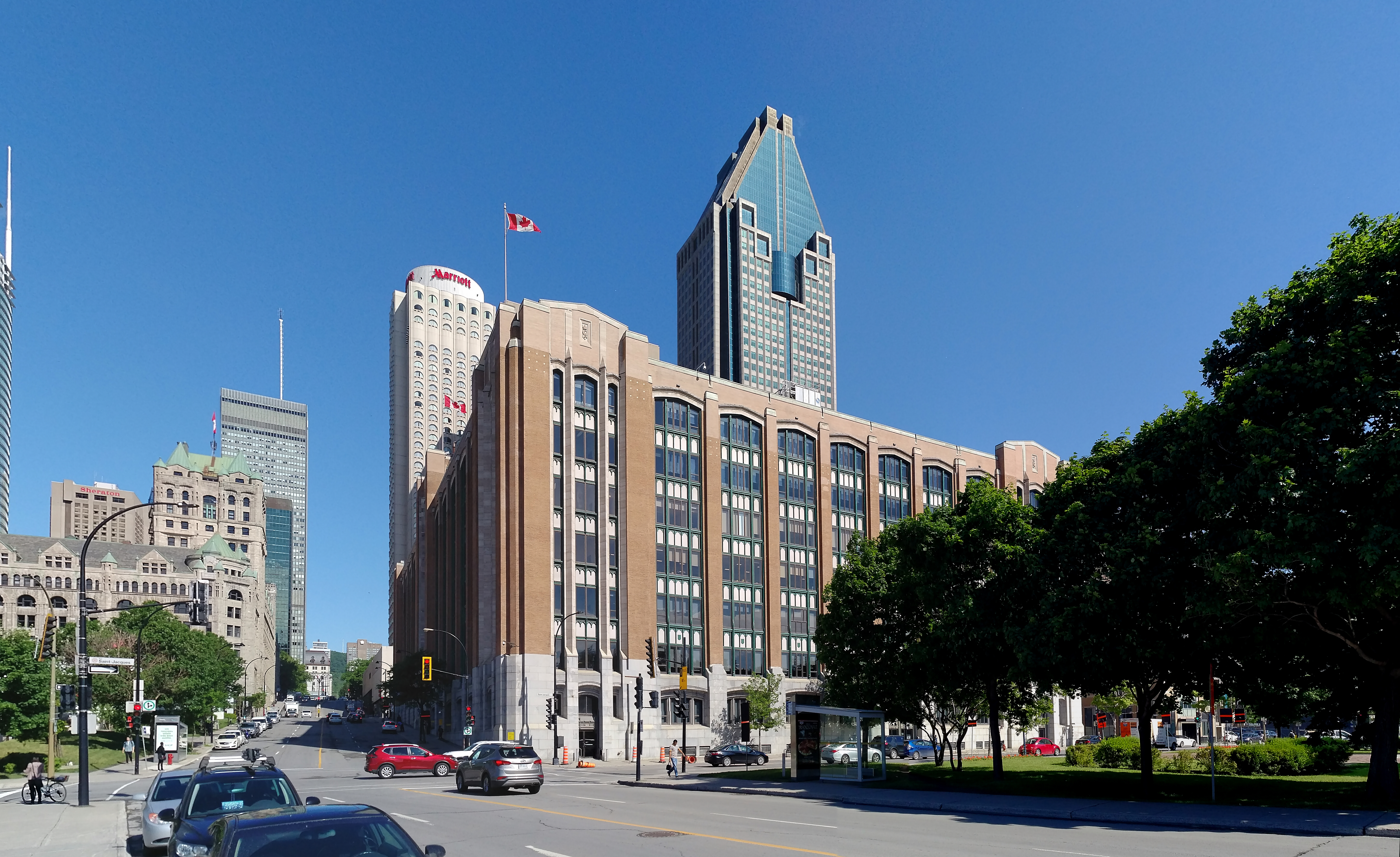
derrière le Bureau de la Citoyenneté